# Martin Hudec
Martin Hudec (* 15. April 1982 in Znaim) ist ein ehemaliger tschechischer Fußballspieler.

## Karriere
Mit sechs Jahren trat Martin Hudec dem 1. SC Znojmo, damals noch TJ Roter Stern Znojmo (änderte mehrfach den Namen), bei und blieb zehn Jahre bei dem südmährischen Verein. Im Jahr 1998 wechselte der Innenverteidiger vom damaligen Drittligisten nach Olomouc zum SK Sigma Olomouc. Bis 2001 spielte er dort in der Jugend, bevor er in den Seniorenbereich wechselte. In seinem zweiten Jahr kam Hudec zu ersten Kurzeinsätzen in der Gambrinus Liga, der höchsten tschechischen Spielklasse. In der Saison 2003/04 hatte der Innenverteidiger seinen Durchbruch: Er wurde Stammspieler und bestritt alle 30 Ligapartien, bis auf vier alle über die volle Spieldauer.
Weitere fünf Jahre war der Tscheche eine feste Größe bei Olomouc, dann zeigte der deutsche Zweitligist TuS Koblenz auf der Suche nach Verstärkungen Interesse an ihm und lieh ihn zusammen mit seinem Vereinsgefährten Melinho für die Saison 2009/10 aus. Allerdings verlief sein Einstand äußerst unglücklich, nach 22 Minuten in seinem ersten Zweitligaspiel zog er sich einen Knöchelbruch zu und fiel lange aus. Erst zum Rückrundenstart stand er wieder auf dem Platz, kam danach aber kaum noch zum Einsatz.
Zur Saison 2010/11 kehrte Hudec nach Tschechien zurück, nachdem die TuS Koblenz aus der 2. Bundesliga abgestiegen war. Dazu plante der neue Trainer der TuS Koblenz, Petrik Sander, nicht mehr mit Hudec. Im August 2010 schloss sich Hudec dem FC Zbrojovka Brünn an. Ende Januar 2011 unterschrieb er beim Karlsruher SC einen Vertrag bis Saisonende. Dieser wurde nicht verlängert und Hudec wechselte im Sommer 2011 zum Zweitligaabsteiger VfL Osnabrück. Dort blieb er 2 Jahre, ehe er 2015 wieder zu seinem Heimatklub 1. DC Znojmo wechselte. Dort blieb er nur ein halbes Jahr. Dann wechselte Hudec wieder nach Deutschland zum SV Meppen. Dort lief der Vertrag des Tschechen im Winter 2016 aus. Daraufhin beendete Hudec, der an einem Knorpelschaden leidet seine Karriere.